# Xã Bristol, Quận Bucks, Pennsylvania
Xã Bristol (tiếng Anh: Bristol Township) là một xã thuộc quận Bucks, tiểu bang Pennsylvania, Hoa Kỳ. Năm 2010, dân số của xã này là 54.582 người.